# Chytonix elegans
Chytonix elegans är en fjärilsart som beskrevs av William Schaus 1911. Chytonix elegans ingår i släktet Chytonix och familjen nattflyn. Inga underarter finns listade i Catalogue of Life.